# قصة ولد سيئ
قصة ولد سيئ (بالإنجليزية: The Story of a Bad Boy)‏ هي رواية شبه سيرة ذاتية كتبها الكاتب الأمريكي توماس بايلي ألدريش. والرواية مبنية على جزء من حياة المؤلف. نشرت الرواية لأول مرة عام 1869 من قبل شركة تيكنور اند فيلدس للنشر. وتعتبر الرواية المؤسسة للروايات من نوع «الولد السيئ».

## وصلات خارجية
- قصة ولد سيئ على موقع الموسوعة البريطانية (الإنجليزية)

- The Story of a Bad Boy على مشروع جوتنبرج.
- The Story of a Bad Boy على ارشيف الإنترنت
- Aldrich House at Strawbery Banke takes plac